# Huesa del Común
Uesa (aragonès) Huesa del Común (castellà), és un municipi d'Aragó, situat a la província de Terol i enquadrat a la comarca de la Conques Mineres. Situat a la serra de Oriche, la part nord del Sistema Ibèric i ja prop de la depressió de l'Ebre és travessat pel riu Aguasvivas, que forma un engorjat al poble.
Fou una plaça forta i seu del comú de Uesa, després va passar a la comunitat de Daroca. Conserva restes d'un castell d'origen musulmà i també compta amb un pont romànic sobre el riu Aguasvivas.

## Parla
Entre els aragonesismes més curiosos en ressalten alguns termes:
- airegaz, cabodanyo, chingallo, furgar, quiento, meligo, milopa, moncha.
- Especialment el terme pasata, participi -ato fosilitzat per substantivació.

## Demografia
| Demografia | Demografia | Demografia | Demografia | Demografia |
| 1991       | 1996       | 2001       | 2004       | 2016       |
| ---------- | ---------- | ---------- | ---------- | ---------- |
| 155        | 138        | 136        | 116        | 69         |

## Política
| Període   | Batlle                         | Partit | Partit |
| --------- | ------------------------------ | ------ | ------ |
| 1979-1983 | Emiliano Pradas Herrando       | UCD    |        |
| 1983-1987 |                                |        |        |
| 1987-1991 |                                |        |        |
| 1991-1995 |                                |        |        |
| 1995-1999 |                                |        |        |
| 1999-2003 |                                |        |        |
| 2003-2007 |                                |        |        |
| 2007-2011 | María Ermerinda Sinués Burillo |        |        |
| 2011-2015 | María Ermerinda Sinués Burillo | PAR    |        |